# 斯通城 (愛荷華州)
斯通城（英語：Stone City）是位於美國愛荷華州瓊斯縣的一個人口普查指定地區。

## 人口
根據2010年美國人口普查的數據，斯通城的面積為4.60平方千米，當中陸地面積為4.50平方千米，而水域面積為0.10平方千米。當地共有人口192人，而人口密度為每平方千米41.74人。